# Homer's Odyssey
«Homer's Odyssey», llamado «La odisea de Homero» en Hispanoamérica y «La odisea de Homer» en España es el tercer episodio de la primera temporada de la serie animada de televisión Los Simpson, emitido originalmente el 21 de enero de 1990. El episodio fue escrito por Jay Kogen y Wallace Wolodarsky, y dirigido por Wes Archer.

## Sinopsis
Todo comienza cuando la clase de Bart decide ir a la Planta Nuclear, donde Homer trabaja como supervisor técnico (o técnico supervisor). Una vez que llegan a la planta, tratando de saludar a Bart, Homer choca contra una tubería radioactiva, lo que provoca el apagón de la planta. Su jefe directo, el padre de Sherri y Terri, lo despide por incompetente.
Al no encontrar trabajo y viendo que Marge trae el dinero para la casa, al recuperar un antiguo trabajo de repartidora de comida rápida sobre patines, Homer cae en una depresión que lo lleva incluso a pensar en suicidarse, tirándose de un puente con una roca amarrada a su cuerpo. Cuando estaba a punto de hacerlo, su familia lo rescata, y en su intento por hacerlo, casi son atropellados, lo que dio a Homer una nueva razón para vivir: colocar una señalización en esa esquina para evitar accidentes.
De ahí en adelante Homer comienza a pedir al consejo municipal la colocación de los más diversos carteles para aumentar la seguridad de la ciudadanía. Su último desafío lo constituiría la planta nuclear, pero, al ver esto, el Sr. Burns le ofrece el puesto de encargado de seguridad de la planta, el que acepta después de unos segundos de duda.

## Producción
Smithers fue animado en forma incorrecta con el color equivocado, convertido en afrodescendiente por Gyorgi Peluci, el encargado de la coloración. David Silverman dijo que siempre se pretendió que Smithers fuese "el asistente complaciente blanco del Sr. Burns", y el personal pensó que "sería una mala idea tener un personaje sirviente afroamericano" por lo que cambiaron el color de su piel para el episodio siguiente.
Este es el episodio en que Homer se convierte en el Inspector de Seguridad Nuclear de la Planta. Su trabajo anterior no está claro, aunque se denomina a sí mismo como un "supervisor técnico". Había sido contratado como parte de un proyecto del gobierno ficticio para que trabajadores sin aptitudes lograran tener empleo. 
Blinky, el pez de tres ojos, también hace un breve cameo en el episodio, pero no adquiere importancia hasta "Two Cars In Every Garage And Three Eyes On Every Fish". También es notable que Marge se llamaba Juliette en el libreto original, como homenaje a Romeo y Julieta.
Ocurre también la primera mención de la letra inicial del segundo nombre de Homer, la J, una referencia de Bullwinkle J. Moose. Este episodio es el primero en el que aparecen los personajes Otto Mann, jefe Wiggum, Blinky (el pez de tres ojos), Jasper Beardley (aunque no habla hasta "Bart the General"), el Sr. & la Sra. Winfield, Sherri y Terri, y el Sr. Burns y su asistente Waylon Smithers (aunque sus voces se escuchan en "Simpsons Roasting on an Open Fire").